# Ханс-Йоахим Декерт
Ханс-Йоахим Декерт (на немски: Hans-Joachim Deckert) е немски офицер, служил по време на Първата и Втората световна война.

## Биография

#### Ранен живот
Ханс-Йоахим Декерт е роден на 29 октомври 1904 г. в Тенрод, Ваймар, Германска империя.

##### Междувоенен период
Присъединява се към армията, през 1924 г. става офицерски кадет и служи в различни артилерийски подразделения.

#### Втора световна война (1939 – 1945)
През септември 1939 г. вече със звание хауптман служи в артилерийското училище в Ютеборг. През 1940 г. заема поста началник операции към генералния щаб на 302-ро артилерийско командване. На 15 септември 1943 г. поема командването на 76-и танково-артилерийки полк, а на 9 октомври 1944 г. 15-а танково-гренадирска дивизия. На 20 март 1945 г. му е поверено командването на 19-а танкова дивизия. Пленен от съветските войски през май 1945 г. и е освободен през 1955 г. Умира на 5 март 1988 г. в Билефелд, Германия.

## Военна декорация
- Германски орден „Железен кръст“ (1914) – II степен (1914) и I степен (1914)
- Орден „Германски кръст“ (1944) – златен (29 октомври 1944)
- Германски орден „За зимна кампания на изтока 1941/42 г.“